# Drečji Vrh
Drečji Vrh este o localitate din comuna Mokronog - Trebelno, Slovenia, cu o populație de 74 de locuitori.